# Robert Jules Trumpler
Robert Jules Trumpler (2 octobre 1886, Zurich - 10 septembre 1956, Berkeley, Californie) est un astronome suisse-américain. 

## Biographie
Il est né à Zurich, en Suisse, où il a fait ses premières études. Il est ensuite parti en Allemagne, où il obtint son doctorat en 1910. En 1915, durant la Première Guerre mondiale, il émigra aux États-Unis, et rejoint l'université de Californie. On lui confia un poste à l'observatoire Allegheny, et plus tard à l'observatoire Lick. En 1921, il se fit naturaliser américain.
C'est le premier à noter que la luminosité des amas globulaires les plus distants était plus faible qu'escompté, et que les étoiles apparaissaient plus rouges (phénomène d'extinction interstellaire mis en évidence en 1930). L'explication en est la présence de nuages interstellaires dispersés à travers les galaxies, qui absorbent une partie de la lumière. Les amas globulaires ayant servi à estimer la taille de la Voie lactée, ce résultat conduisit à une réduction par rapport aux estimations précédentes de près de 40 %.
Son nom a été donné à un cratère sur la Lune et à un autre sur Mars, ainsi qu'à un prix dédié aux thèses jugées particulièrement significatives dans le domaine de l'astronomie, le Robert J. Trumpler Award.
Parmi ses doctorants figurent Elizabeth Scott et Harold F. Weaver.